# Аль-Муизз Лидиниллах
Абу́ Тами́м Ма’а́дд аль-Му’и́зз Лиди́нилла́х (араб. المعز لدين الله‎; 932—975) — четвёртый халиф Фатимидского халифата, правивший с 953 по 975 год. При его власти войском Фатимидов под командованием Джаухара ас-Сакали был окончательно завоёван Египет и основана новая столица Халифата аль-Кахира (Каир).

## Биография
Аль-Муизз был рассудительным и прозорливым правителем, глубоко вникавшим во все вопросы управления и умевшим подбирать способных исполнителей. Будучи лишённым какого бы то ни было фанатизма, он сумел примирить с Фатимидами местных суннитов и христиан. В 958 г. аль-Муизз направил на запад войско под командованием Джаухара ас-Сакали, который укрепил власть Фатимидов в Тахарте и Сиджилмасе, взял Фес и достиг берегов Атлантического океана. Последние непокорные берберские вожди были привлечены раздачей должностей и подарками. Благодаря сильной и очень боеспособной армии, костяк которой составляли берберская конница и славянская гвардия, Фатимиды распространили свою власть на всю Северную Африку до границ с Египтом, а также Сицилию (в 962 г. была взята Таормина, последняя значительная византийская крепость на острове) и Калабрию (в Южной Италии). Халифат уделял много внимания и развитию флота.
После завоевания Магриба аль-Муизз обратил взор на Египет, где ему противостояла династия Ихшидидов. В 967 г. аль-Муизз выделил на снаряжение своей берберской армии 24 млн динаров. Значительную помощь оказала ему шиитская община Египта. Через два года 100-тысячное фатимидское войско при поддержке большого флота двинулось на Египет. Египтяне были разбиты в Гизе, а 7 июля Джаухар ас-Сакали занял столицу — Фустат. Войдя в состав Фатимидского халифата, Египет вскоре стал его основной территорией.
Для снискания расположения местного населения аль-Муизз отправил в Египет много судов с зерном и заставил купцов значительно снизить цены на хлеб. Благодаря этим мерам в Египте ослабла острота многолетнего голода, а Фатимиды получили более-менее спокойную территорию. В том же году по приказу аль-Муизза неподалёку от Фустата началось строительство Каира, ставшего новой столицей халифата. Город строился для увеселений, торжеств и празднеств, для которых были запроектированы обширные площади и ипподром. В центре Каира выросли два роскошных дворца — Восточный и Западный. К югу от Восточного дворца была построена величественная мечеть аль-Азхар. В 973 г. халиф ал-Муизз торжественно вступил в новую столицу, ознаменовав начало самого блестящего периода в истории Фатимидского халифата.
В 974 г. аль-Муизз двинул свою армию на север в сторону Сирии. Вскоре была завоёвана вся Южная Сирия, но местное суннитское население пользовалось любой возможностью, чтобы выступить против Фатимидов. В 975 г. бахрейнские карматы во главе с тюркским полководцем Хафтагином выбили войска аль-Муизза из Дамаска. Лишь через 3 года сын аль-Муизза — аль-Азиз — смог вернуть Дамаск и Южную Сирию под власть халифата.